# 린다이화
린다이화(중국어 정체자: 林岱樺, 병음: Lín Dàihùa, 1972년 8월 4일 ~ )는 타이완의 정치인으로, 2002년 가오슝현 겸 2011년 가오슝시 제4선거구의 입법위원으로 당선된다.